# Llista de primers ministres de Malàisia
Aquesta taula enumera els primers ministres de Malàisia des del 31 d'agost de 1957, data de la seva independència del Regne Unit.
| #  | Cognom                | Inici                  | Final                  | Partit                     | Partit |
| -- | --------------------- | ---------------------- | ---------------------- | -------------------------- | ------ |
| 1  | Abdul Rahman          | 31 d'agost de 1957     | 16 d'abril de 1959     | UMNO -AP                   |        |
| 2  | Abdul Razak Hussein   | 16 d'abril de 1959     | 19 d'agost de 1959     | UMNO -AP                   |        |
| 3  | Abdul Rahman          | 19 d'agost de 1959     | 22 de setembre de 1970 | UMNO -AP                   |        |
| 4  | Abdul Razak Hussein   | 22 de setembre de 1970 | 14 de gener de 1976    | UMNO -AP UMNO - BN         |        |
| 5  | Hussein Onn           | 14 de gener de 1976    | 16 de juliol de 1981   | UMNO - BN                  |        |
| 6  | Mahathir Mohamad      | 16 de juliol de 1981   | 31 d'octubre de 2003   | UMNO - BN                  |        |
| 7  | Abdullah Ahmad Badawi | 31 d'octubre de 2003   | 3 d'abril de 2009      | UMNO - BN                  |        |
| 8  | Najib Razak           | 3 d'abril de 2009      | 10 de maig de 2018     | UMNO - BN                  |        |
| 9  | Mahathir Mohamad      | 10 de maig de 2018     | 1 de març de 2020      | PPBM - PH                  |        |
| 10 | Muhyiddin Yassin      | 1 de març de 2020      | 21 d'agost de 2021     | PPBM - PN                  |        |
| 11 | Ismail Sabri Yaakob   | 21 d'agost de 2021     | 24 de novembre de 2022 | UMNO - BN                  |        |
| 12 | Anwar Ibrahim         | 24 de novembre de 2022 | actiu                  | Keadilan - Pakatan Harapan |        |